# 三方原
三方原（みかたはら）は、静岡県浜松市中央区の浜松北地域自治区にある地名、天竜川以西浜名湖以東の間に広がる洪積台地である。地元では「みかたばら」「みかたっぱら」と呼ぶことがあり、三方ヶ原（みかたがはら）と表記することもある。
また、地区名として「三方原地区」と呼ばれる場合があり、初生町、三方原町、東三方町、豊岡町、三幸町、大原町、根洗町の事を指す。2024年1月1日に行われた浜松市の行政区再編の際には、浜松市の大部分は浜名区に属したが、三方原地区のみ中央区の所属となった。

## 三方原台地

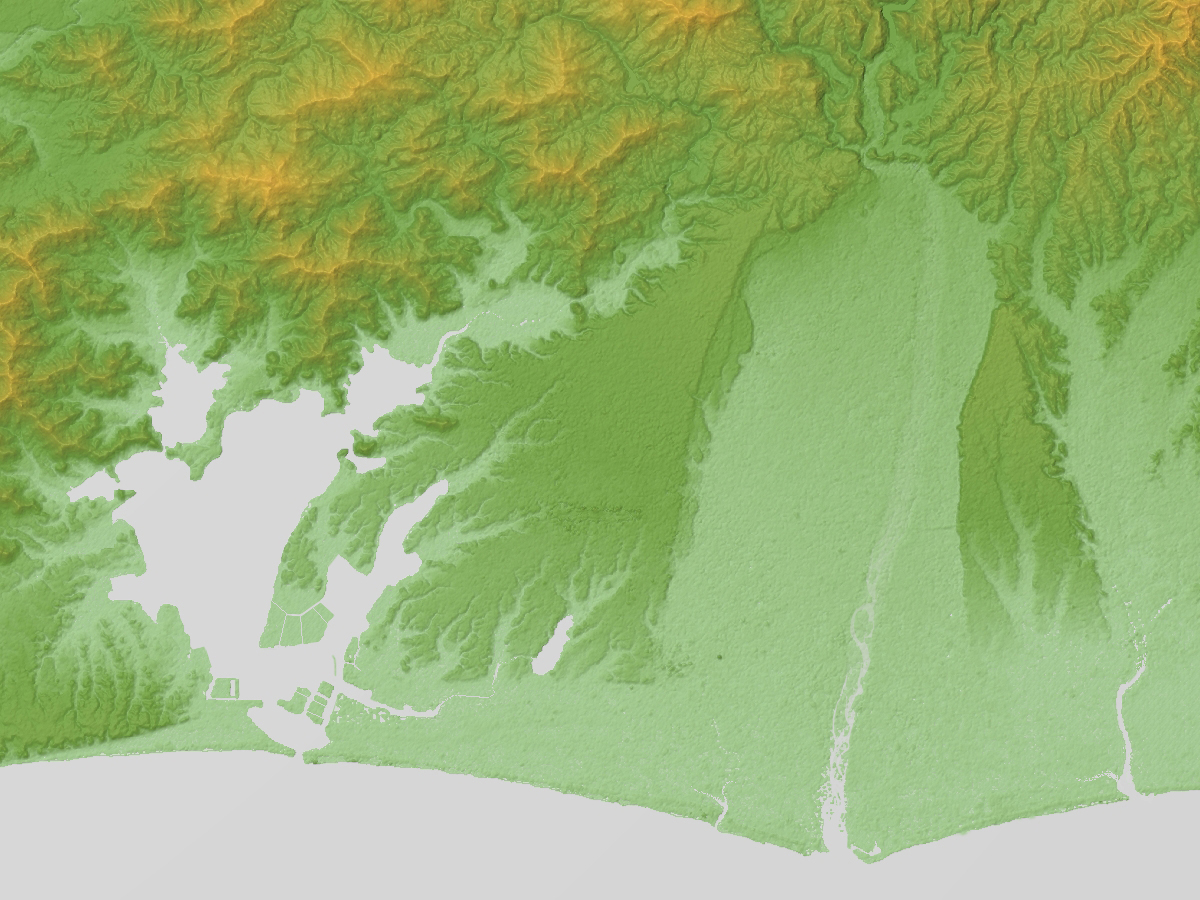
静岡県西部の地形図。三方原洪積台地(西)と磐田原洪積台地(東)。その間が天竜川。

### 地理
東西10km、南北15km、標高25〜110mほどあり、天竜川の扇状地が隆起したもの。台地の東端は河岸段丘と呼ばれる階段状地形で、多少の起伏が見られるものの大部分は平坦だが、北東から南西に向かってゆるやかに傾斜していて、台地の周辺部には大小の浸食谷が入り組んでいる。東は天竜川、北は都田川に面し、西は浜名湖に、南は海食崖で遠州灘に面している。地層を見るとれき層の上にローム層が堆積している。
土地は平坦で日照時間が長く、気候にも恵まれた地域である。しかし、台地上には大きな河川が無く、地味はやせて地下水も15～20 mの深い井戸を掘らなければ得ることはできず、古くから慢性的な渇水に悩まされるほど極めて水の便が悪く、台地の表面は酸性の強い地味のやせた赤土に覆われていて東海道付近に位置しながら、明治の初めまで荒野のまま放置されていた。

### 特殊な地名
三方原には「小豆餅」「銭取」という地名がある。これは三方ヶ原の戦いで敗れ浜松城へ引き上げる途中の家康が当地で小豆餅を食べたが、武田軍が迫ってきたため代金を払わず逃げた。これを店の老婆が追いかけ、家康から代金を取った、との言い伝えによる。小豆餅から銭取までは約2kmあり、老婆は騎乗の家康をそれだけ追っていったことになる。
ただしこの逸話は後世の付会で、実際には三方ヶ原の合戦での死者を弔うためこの地に小豆餅を供えたことが地名の由来である。また同様に、銭取はこの辺りに山賊がよく現れたことに由来する（山賊に銭を取られるため）。三方ヶ原の合戦があった時期、三方原台地に民家まして茶屋などは存在しなかったが、当時の家康の必死の逃亡をよく表現した伝説として、長く地元の人々に親しまれてきた。
小豆餅は一〜四丁目まである正式地名だが、小字だった銭取はバス停に名称を残すのみとなっている。
「小豆餅」「銭取」の名を冠した和菓子がある。しかし、小豆餅内に和菓子屋はない。
かつて三方原を北上していた遠鉄奥山線にも「銭取駅」「小豆餅駅」があった。廃線跡は生活道路やサイクリングロードとして、断片的に残っている。
なお「小豆餅」「銭取」は旧北区三方原地区ではなく、旧中区萩丘地区に属している。

### 特産品
ジャガイモ
「三方原馬鈴薯」というブランド芋が有名で、白く美しい表皮や、でんぷんを多く含んだ濃厚で力強い風味などが高く評価されている。秋に旬を迎える北海道産よりも一足早い5月から7月にかけて出荷時期は5月～7月、約5,000トンが収穫・出荷され、ホクホクした食感の「男爵」と、なめらかで煮くずれしにくい「メークイン」の2つの品種を栽培しており、生産量は9：1ほど。特に男爵は全国に先駆けて市場に並ぶため、「男爵の新物は三方原から」と言われている。
大根
三方原では、馬鈴薯（じゃがいも）の裏作として漬物用の品種が導入された。肉質が緻密で辛味が少なく、多汁で甘味が強いのが特徴。大根の収穫は、三方原地区の秋の風物詩となっている。
日本茶
日照時間が長いため、葉肉の厚い茶葉を作ることができ、茶葉が厚いため深蒸し茶が主流となっている。コクと甘みが特徴。
その他にも、温暖な気候を生かし、新玉ねぎやセロリを始め、トマト、みかんなど多彩な農作物が栽培されている。

## 歴史
『浜松御在城記』などによると和地村、祝田村、都田村の三つの村の入会地であったため、「三方が（の）村の原」が転じて「三方ヶ原」と呼ばれるようになったとされる。したがって、現在の呼び名は「みかたはら」であるが、歴史的に読むのであれば「みかた・が・はら」の方が正しい。
1572年（元亀3年）、当地で武田信玄と徳川家康両軍が戦い（三方ヶ原の戦い）、徳川家康は敗走した。
江戸時代を通じて入会の採草地であったが、明治時代初期からの三方原台地の開拓事業によって茶の植え付けが始まり、茶の栽培が盛んになる。
1914年（大正3年）には浜松から金指方面への浜松軽便鉄道（浜松鉄道を経て遠州鉄道奥山線、1964年廃止）が開通、また浜松飛行隊第7連隊、高射砲第1連隊など陸軍の軍事施設も設置された（現在は航空自衛隊の浜松基地）。
戦後は浜松市の近郊住宅地として発展し、静岡大学浜松キャンパスも中央区城北三丁目に立地する。
2023年（令和5年）12月31日まで、北区に属していた。行政区再編に伴い、新設された中央区に移行。

## 交通
- 国道257号
- 東名高速道路
  - 浜松西インターチェンジ
  - 三方原パーキングエリア・三方原スマートインターチェンジ